# Crkveno
Crkveno (szerbül: Црквено) falu Bosznia-Hercegovinában, a Szerb Köztársaságban, Ribnik községben. 

## Fekvése
Bosznia-Hercegovina nyugati részén, Banja Lukától légvonalban 53, közúton 80 km-re délnyugatra, községközpontjától légvonalban5, közúton 9 km-re nyugatra, a Šiša-hegységben, a hegység második legmagasabb csúcsa, a Šiški kamen alatt hosszan elnyúló mezőn, a Szana bal partjától nyugatra fekszik. A Crkveno-mező területén található hegységrész főként jura és kréta mészkövekből épült fel, amelyekben számos víznyelő alakult ki. Számos dekoratív mészkőből álló lelőhely is található itt, amelyeket azonban nem használnak fel.

## Népessége
| Nemzetiségi csoport | Népesség 1991 | Népesség 2013 |
| ------------------- | ------------- | ------------- |
| Szerb               | 118           | 40            |
| Bosnyák             | 0             | 0             |
| Horvát              | 0             | 0             |
| Jugoszláv           | 1             | 0             |
| Egyéb               | 0             | 0             |
| Összesen            | 119           | 40            |

## Története
A falu nevéből arra lehet következtetni, hogy az már a régmúltban is templomos hely volt. Területe már a középkorban is lakott volt, ezt bizonyítja az itteni középkori temető maradványa. Az itt talált stećak sírkövek a 14-15. században terjedtek el Bosznia-Hercegovina, Szerbia, Horvátország és Montenegró területén, és a 10. századi Bulgáriában feltűnt, a kereszténység főáramlatának behódolni nem akaró, Boszniában élő bogumilok sírkövei voltak. A bogumilok többsége az oszmán-törökök európai hódítása során áttért az iszlám hitre.
A falu területe 1878-ig tartozott az Oszmán Birodalomhoz, majd az Osztrák-Magyar Monarchia része lett. A monarchia szétesésével 1918-ben előbb a Szerb-Horvát-Szlovén Királyság, majd 1929-től a Jugoszláv Királyság része. A Jugoszláv Királyságban a Vrbaska banovina része volt. Jugoszlávia megszállása után a falu a Független Horvát Állam (NDH) része, majd 1945-től a falu a szocialista Jugoszlávia része volt. 1965-ben az akkori Bosznia-Hercegovinai Köztársaság racionalizálása miatt Ribnik község területét Sanicával együtt Ključ községhez csatolták.
A település 1995 szeptemberéig a boszniai szerb katonai egységek ellenőrzése alatt állt. A boszniai háborút lezáró daytoni békeszerződés rendelkezése alapján az ország területét felosztották a Bosznia-hercegovinai Föderáció és a boszniai Szerb Köztársaság között, ennek során a település a Boszniai Szerb Köztársasághoz és Ribnik községhez került. Lakossága főként mezőgazdasággal és erdőgazdálkodással foglalkozik.

## Gazdaság és infrastruktúra
Ebből a faluból évente mintegy 60.000 köbméter faanyagot szállítanak el a Ribniki erdészet számára, amely 10 százalékos bérleti díjat fizet az önkormányzatnak ennek a természeti kincsnek a felhasználásáért. Ebből ennek az elhagyatott falunak nincs sok haszna. A faluba vezető út, különösen télen nagyon nehezen, csak terepjáróval járható. A hatóságok csak ígégetik az utat, mely eddig nem épült meg. Az elektromos hálózat elavult, a vezetékek rendszeresen megrongálódnak, az oszlopok sokszor kidőlnek. Mobilhálózat nincs.

## Nevezetességei
- Szent Gábriel főangyal tiszteletére szentelt pravoszláv templomának alapjait 2003-ban szentelték fel.

- Késő középkori temető maradványai 26 db fennmaradt stećak sírkővel.[4]